# شمعی در باد (ترانه)
شمعی در باد، نام دومین ترک از آلبوم خداحافظ جاده خشتی زرد است که در سال ۱۹۷۳، درست ۱۱ سال بعد از جوانمرگ شدن مرلین مونرو، توسط سر التون جان نوشته شد. او این آهنگ را در سال ۱۹۹۷ و بعد از مرگ مشکوک پرنسس دایانا، در مراسم خاکسپاری او بازخوانی کرد.

## دربارهٔ آهنگ
در ابتدای بیرون آمدن آهنگ زیاد به آن توجه نشد تا در سال ۱۹۹۷، و بعد از اجرای معروف آن در خاکسپاری پرنسس دایانا، مردم معنی واقعی آهنگ را درک کردند. این آهنگ با شعری بسیار قوی و ملودی شاهکار، بعد از آن، با موفقیت چشمگیری رو به رو شد و در کنسرت‌ها و برنامه‌های مختلفی، بارها و بارها توسط خوانندگان و هنرمندان مختلف بازخوانی شد. این ترانه به پرفروش‌ترین تک ترانه تاریخ بدل گشت بطوری که ۳۰ میلیون کپی از آن در سراسر جهان بفروش رفت.

## رتبه
در شمارهٔ ویژه‌ای که مجله رولینگ استون در سال ۲۰۰۳ منتشر کرد، این آهنگ را در لیست پانصد آهنگ برتر تمام دوران‌ها قرار داد.

## التون جان می‌گوید
در مصاحبه‌ای که در یک برنامه تلویزیونی از التون جان شد، از او پرسیدند:
قبول دارید که آهنگ شمعی در باد شما را بیش از پیش محبوب کرده‌است؟
او در پاسخ گفت:

من این آهنگ را با تمام احساسم خواندم. وقتی پیانو می‌زدم احساس عجیبی داشتم. دستانم بی‌اختیار دکمه‌ها را فشار می‌داد. این آهنگ از کارهای استثنایی من بود.